# Verseau (astrologie)
Pour les articles homonymes, voir Verseau.
 (février 2021).
Améliorez-le ou discutez des points à vérifier. 
Le signe astrologique du Verseau, de symbole ♒︎, est lié aux personnes nées entre le 21 janvier et le 19 févrieren astrologie tropicale. Il correspond pour celle-ci (la plus populaire en Occident) à un angle compris entre 300 et 330 degrés comptés sur l'écliptique (le cercle des signes du zodiaque) à partir du point vernal. Il est associé à la constellation du même nom en astrologie sidérale.

## Origine, mythologie
Chez les Mésopotamiens, la constellation du Verseau se nomme le Géant.
Connue des anciens Égyptiens, c'est l'une des 48 constellations identifiées par Claude Ptolémée dans son Almageste.
Le mythe le plus communément admis est celui de Ganymède. Chez les Grecs, Zeus s'éprend de ce ravissant berger. Métamorphosé en aigle, il l'enlève pour en faire son amant et  remplacer la maladroite Hébé comme échanson des dieux. Cela provoque la jalousie d'Héra, mère d'Hébé et épouse de Zeus. Ce dernier met Ganymède hors d'atteinte en l'élevant au ciel sous forme de constellation.
Les Verseaux sont associés à Elpis, la déesse de l'espoir. 

## Astrologie
Le Verseau est un signe fixe lié à l’élément classique d’air, principe de communication qu'il partage avec la Balance et les Gémeaux. Cependant, l'astrologue André Barbault déclare : « Le Verseau est un signe d'eau. Son symbole représente des vagues et Ganymède, auquel il est associé, fut emmené dans les cieux par Zeus ». Il partagerait donc également l'élément eau avec le Cancer, le Scorpion et les Poissons.
C'est un signe fixe traditionnellement régi par Saturne, astre de la stabilité. Mais depuis sa découverte, Uranus, planète provoquant des changements brusques, lui a été attribué comme maître principal, d'où un évident paradoxe
Dans son Tetrabiblos, Claude Ptolémée rejette les décans, dont  les maîtres nous sont toutefois connus par Teukros (Ier siècle apr. J.-C.) : le 1er décan du  Verseau est gouverné par Vénus, le 2e par Mercure et le 3e par la Lune.
Son signe opposé et complémentaire est le Lion.
L'astrologue Gustave Lambert Brahy caractérise le signe du Verseau par trois mots : dynamisme, détermination intérieure, raison.
Le Verseau verse sur le monde l'eau de la connaissance et de l'esprit. Le Verseau dit : « Tous comme un. Je suis solidaire et identique à mes frères ».
Il vit pour le progrès, l'avenir et le groupe. Il symbolise la solidarité et la coopération. Mais réfractaire à l'autorité incarnée par son signe opposé le Lion, il tient beaucoup à sa singularité et à son indépendance. Il peut ainsi sembler difficile à comprendre. Toujours à la pointe de la nouveauté, il peut faire un excellent chercheur. Toutefois, son originalité foncière tourne parfois à l'excentricité.
Son jour est le samedi, lié à la planète Saturne.

### Ère du Verseau
En vertu de la précession des équinoxes, l'Ère du Verseau succède à celle des Poissons.

## Illustrations

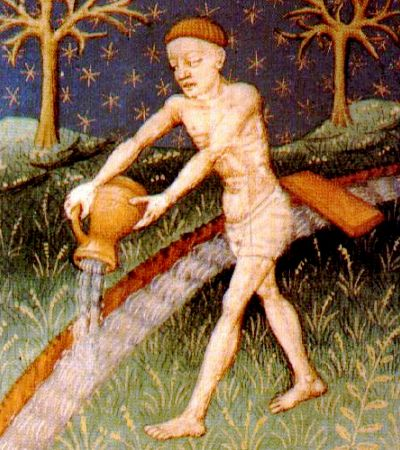
Enluminure d'un livre d'heures du Maître de Fastolf (v. 1445).
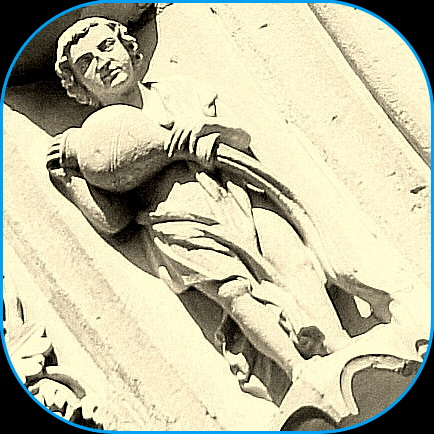
Portail nord de la cathédrale de Chartres.
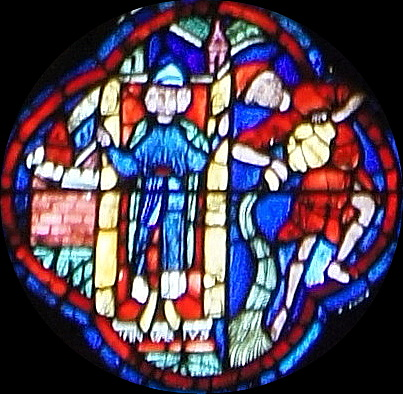
Vitrail sud de la cathédrale de Chartres.
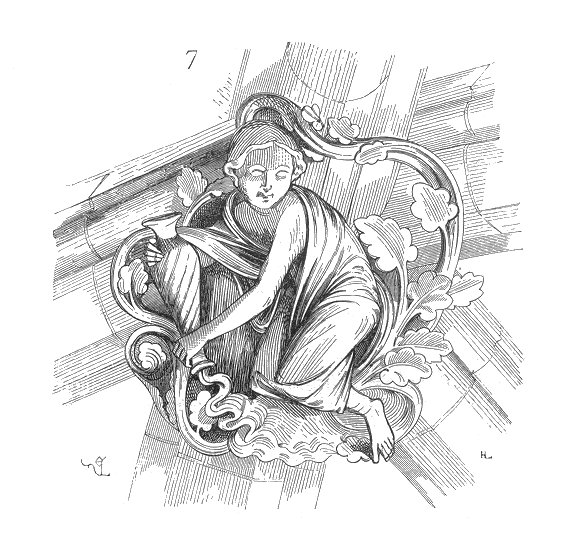
Dessin de la représentation du Verseau sur la voûte d'une chapelle absidale de l'église abbatiale de Vézelay.
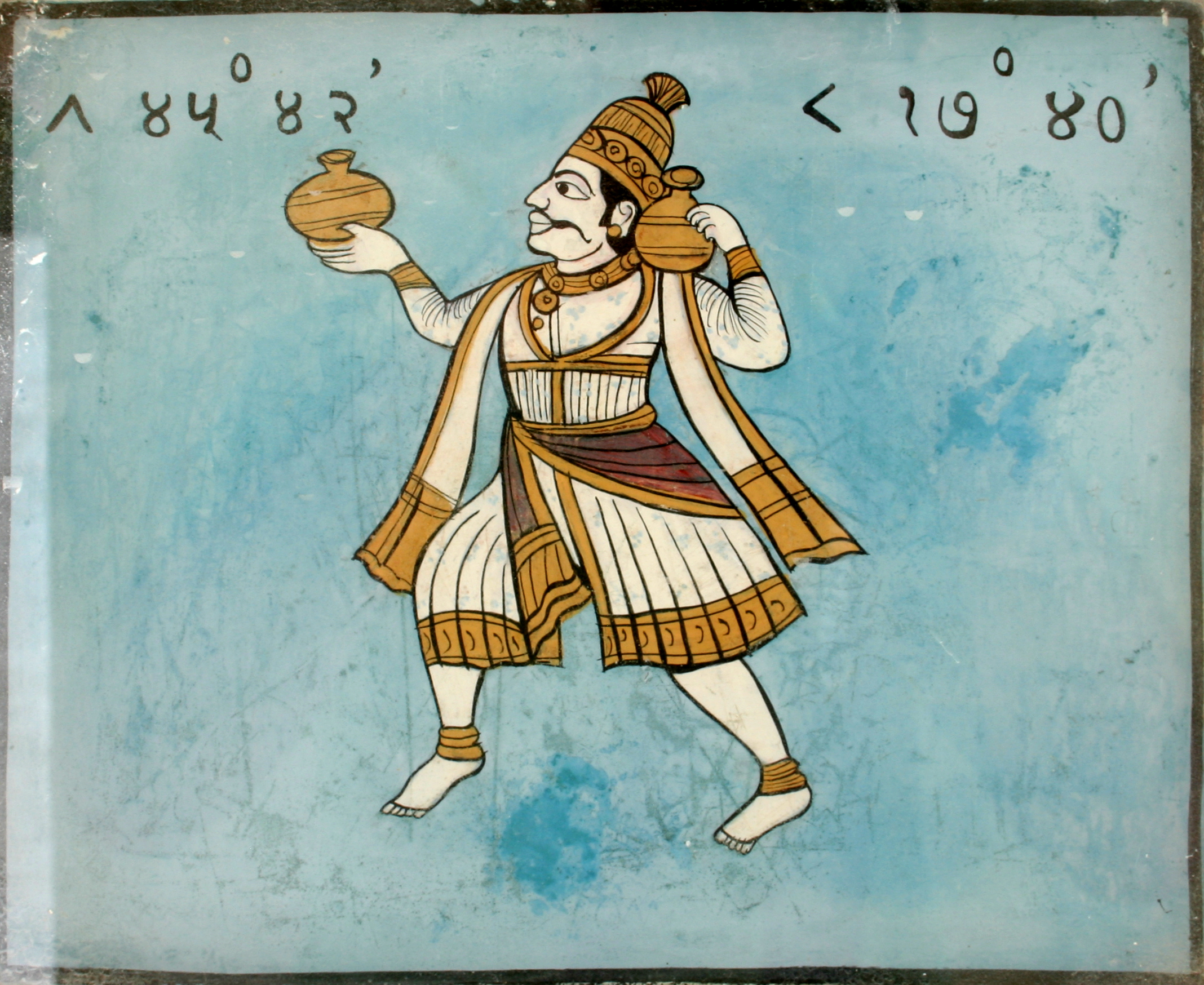
Signe du Verseau, Jantar Mantar, Jaipur, Inde XVIIIe siècle.